# Francisco Villa (Balancán)
Francisco Villa es una localidad del municipio de Balancán ubicado en la subregión de los Ríos del estado mexicano de Tabasco.

## Geografía
La localidad se ubica a 52.5 kilómetros (en dirección este) de la localidad de Balancán de Domínguez, la cabecera y lugar más poblado del municipio. Se sitúa en las coordenadas geográficas 17°56′13″N 91°03′38″O / 17.936944, -91.060556, a una elevación de 62 metros sobre el nivel del mar.

## Demografía
Según el Conteo de Población y Vivienda 2020, efectuado por el Instituto Nacional de Estadística y Geografía, la localidad de Francisco Villa tiene 430 habitantes, de los cuales 215 son del sexo masculino y 215 del sexo femenino. Su tasa de fecundidad es de 3.16 hijos por mujer y tiene 113 viviendas particulares habitadas.
| Gráfica de evolución demográfica de Francisco Villa entre 1990 y 2020 |
|                                                                       |
| INEGI.                                                                |